# Socijaldemokracija
Socijaldemokracija je politička filozofija koja je nastala krajem 19. stoljeća kao struja u marksističkom pokretu. Moderna socijaldemokracija se razlikuje od klasične socijaldemokracije ili demokratskog socijalizma koji zagovara kao krajnji cilj demokratsko nadilaženje gospodarskog kapitalizma i uspostavljanje društveno-ekonomskog sustava temeljenog na izravnoj demokraciji u politici i gospodarstvu, te na demokratski planiranoj proizvodnji. U pitanju je, dakle, sustav proizvodnje i raspodjele koji bi bio u skladu s potrebama svake pojedinke i svakog pojedinca te društva kao cjeline, dok bi također uzimao u obzir nosive kapacitete i uvjete obnove okoliša.
Umjesto ovoga, moderni socijaldemokrati jedino nastoje umjereno reformirati kapitalizam demokratskim putem kroz državne propise te kroz stvaranje programa i organizacija s državnom podrškom koji rade na suzbijanju nepravdi koje nanosi neregulirani model kapitalizma (liberalni model kapitalizma). Socijaldemokracija se smatra umjerenom strujom u socijalističkom pokretu.
Umjerena ljevičarska stranka u matičnom političkom toku države s tržišnom ekonomijom i glasačkim tijelom mahom u srednjoj klasi mogla bi biti opisana kao socijaldemokratska stranka. Stranka s radikalnijim ciljevima i glasačkim tijelom mahom među radničkom klasom i intelektualcima te s poviješću sudioništva u emancipatorskim pokretima bližim krajnjoj ljevici mogla biti opisana kao stranka demokratskog socijalizma i neo-marksizma.
Socijalistička internacionala, svjetska organizacija socijaldemokratskih i demokratsko-ljevičarskih stranaka ističe sljedeće principe:
- sloboda – ne samo građanske slobode, već i sloboda od diskriminacije i sloboda od zavisnosti, kako od vlasnika sredstava za proizvodnju, tako i od nosilaca zloupotrebljavane političke moći,
- jednakost i socijalna pravda – ne samo pred zakonom već i ekonomska i socijalno-kulturna jednakost, i jednake mogućnosti za sve uključujući i one s fizičkim, mentalnim ili društvenim hendikepom,
- solidarnost – jedinstvo i empatija prema žrtvama nepravde i nejednakosti. Ovi ideali su opisani u više pojedinosti u Deklaraciji principa Socijalističke internacionale.

## Socijaldemokracija u Hrvatskoj
Najznačajnija hrvatska politička stranka čija je istaknuta ideologija socijaldemokracija je Socijaldemokratska partija Hrvatske, stranka progresivnoga i proeuropskoga usmjerenja čiji je prvi predsjednik bio Ivica Račan.

## Poveznice
- Stranka europskih socijalista
- Socijaldemokratska partija Hrvatske
- Socijaldemokratska partija Bosne i Hercegovine
- Socijaldemokratska stranka Hrvatske i Slavonije
- Socijaldemokratska stranka Bosne i Hercegovine
- Kršćanski socijalizam

## Popis znamenitih socijaldemokrata
- Martti Ahtisaari[1]
- Raúl Alfonsín
- Clement Attlee[2]
- Pavel Axelrod
- Otto Bauer
- Eduard Bernstein[3]
- Rubén Berríos[4]
- Hermes Binner
- Léon Blum
- Rodrigo Borja Cevallos[5]
- Willy Brandt[6]
- Hjalmar Branting[7]
- Leonel Brizola
- Ed Broadbent[8]
- Walt Brown
- Gro Harlem Brundtland
- Gordon Brown
- Fernando Henrique Cardoso[9]
- Ingvar Carlsson[10]
- Helen Clark[11]
- Major James Coldwell[12]
- Gilberto Concepción de Gracia
- Mário Covas
- Juan Dalmau Ramírez
- Fedor Dan
- Luiz Inácio Lula da Silva
- Kemal Derviş[13]
- Tommy Douglas[8]
- Ruth Dreifuss[14]
- Bülent Ecevit[15]
- Tage Erlander[16]
- Carlos Garaikoetxea
- Einar Gerhardsen
- Anthony Giddens[17]
- Felipe Gonzalez
- Mikhail Gorbachev[18]
- Per Albin Hansson[19]
- Bob Hawke
- L. T. Hobhouse
- J. A. Hobson
- Toomas H. Ilves[20]
- Erdal Inonu[21]
- Jean Jaurès
- Paul Keating[22]
- Friedrich Kellner[23]
- Norman Kirk[24]
- Wim Kok
- Etbin Kristan
- Dennis Kucinich
- Robert Kuttner[25]
- Oskar Lafontaine[26]
- Ricardo Lagos
- Mark Latham
- Jack Layton[27]
- Julius Leber[28]
- René Lévesque
- David Lewis[8]
- Stephen Lewis
- Trygve Lie
- Wilhelm Liebknecht[29]
- Anna Lindh
- Paavo Lipponen
- Ramsay Macdonald
- Nelson Mandela[30]
- Julius Martov
- Walter Nash
- Obafemi Awolowo
- Olof Palme[31]
- Andreas Papandreou[32]
- Göran Persson[33]
- Louis Pio
- Georgi Plekhanov[34]
- Karl Polanyi
- Jože Pučnik
- Ivica Račan
- Poul Nyrup Rasmussen[35]
- Ségolène Royal[36]
- Kevin Rudd[37]
- August Rei[38]
- Manuel Rosales[39]
- Alex Salmond
- Giuseppe Saragat[40]
- Michael Joseph Savage[41]
- Gerhard Schröder[42]
- Max Shachtman
- Lim Kit Siang
- Karpal Singh
- Thorvald Stauning[43]
- Jens Stoltenberg[44]
- Norman Thomas
- Gough Whitlam
- J. S. Woodsworth[45]
- Jose Luis Rodriguez Zapatero[46]
- Vera Zasulich

## Povezano
- Povijest socijalizma

## Vanjske poveznice
- Socialdemocrat.org  Arhivirana inačica izvorne stranice od 12. travnja 2006. (Wayback Machine).
- Radovi na temu budućnosti kanadske socijaldemokracije  Arhivirana inačica izvorne stranice od 12. travnja 2006. (Wayback Machine)
- Socialdemocracia.org. (na španskom).
- Canadian Encylopedia: Social democracy  Arhivirana inačica izvorne stranice od 29. studenoga 2011. (Wayback Machine)
- Socijaldemokracija u nedovršenoj globalnoj revoluciji (engleski)
- Kriza Socijaldemokracije od Rose Luxemburg (engleski)
- Novi Plamen - lijevi list koji iznosi i socijaldemokratske stavove  Arhivirana inačica izvorne stranice od 3. kolovoza 2011. (Wayback Machine)